# Mercedes-Benz C111

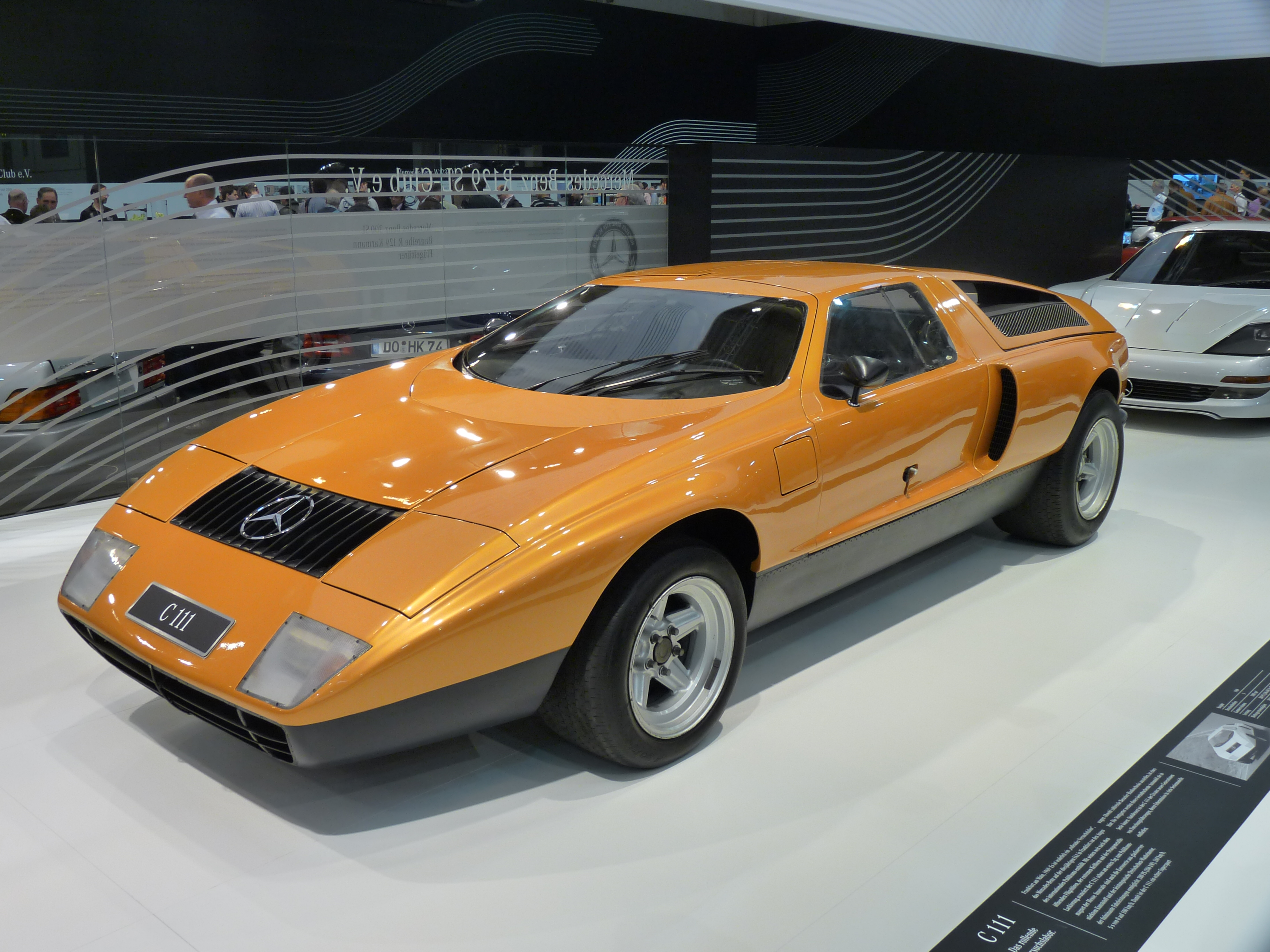
Mercedes-Benz C111-I.

Mercedes-Benz C111 var en experimentbil från Mercedes-Benz i form av en lyxutrustad sportbil med Wankelmotor. Tillverkades i ett antal prototypversioner från 1969 och en bit in på 1970-talet, men kom aldrig i serieproduktion.